# Аркитский сельсовет
Аркитский сельсовет — административно-территориальная единица и муниципальное образование со статусом сельского поселения в Табасаранском районе Дагестана Российской Федерации.
Административный центр — село Аркит.

## Население
| 2002  | 2010  | 2012  | 2013  | 2014  | 2015  | 2016  |
| ----- | ----- | ----- | ----- | ----- | ----- | ----- |
| 2610  | ↘2241 | ↘2196 | ↘2165 | ↘2124 | ↘2066 | ↘2025 |
| 2017  | 2018  | 2019  | 2020  | 2021  | 2023  | 2024  |
| ↘2000 | ↗2024 | ↘1997 | ↗2003 | ↗2312 | ↘2303 | ↘2294 |
| 2025  |       |       |       |       |       |       |
| ↘2291 |       |       |       |       |       |       |

## Состав
| № | Населённый пункт | Тип населённого пункта       | Население |
| - | ---------------- | ---------------------------- | --------- |
| 1 | Аркит            | село, административный центр | ↘592      |
| 2 | Рущуль           | село                         | ↗540      |
| 3 | Ушниг            | село                         | ↗285      |
| 4 | Цанак            | село                         | ↘895      |